# Mamadou Sakho
Mamadou Sakho (Párizs, Franciaország, 1990. február 13. –) szenegáli származású francia válogatott labdarúgó. Elsősorban középhátvédként számolnak vele, de bevethető a bal szélen is.
Sakho leginkább fáradhatatlanságáról, kitartásáról, és a magabiztos hozzáállásáról ismert focista, ő maga is dicsérte saját fizikai és taktikai tulajdonságait.
A labdarúgót hazájában különleges figuraként is tekintik, szurkolói sokan a Kirikou és a boszorkány animációs film egyik szereplőjéhez hasonlítják.
Sakho pályafutását szülőhazája klubjában, a Paris FC-ben kezdte 1996-ban, mindössze hatévesen. Hat évet játszott így, míg a legnagyobb fővárosi klub, a Paris Saint-Germain leigazolta 2002-ben.
A nagyok között 2007-ben debütált, miután az akkori menedzser Paul Le Guen meghívta őt. A Valenciennes elleni bajnokin ő viselte a csapatkapitányi karszalagot, ezzel a Ligue 1-ben ő lett a legfiatalabb játékos, aki karszalagot viselt.
Később Sakho biztos tagjává vált a csapatnak, a média képességeit a korábbi labdarúgóhoz, Lilian Thuramhoz hasonlította.
2013 nyarán az angol Liverpool FC szerződtette.
Nemzetközi szinten végigjárta a szamárlétrát, a válogatottban 16 éves kora óta kezdett el játszani az U16-os csapatban. Napjainkban francia válogatott, 2010-ben mutatkozott be az angolok ellen, valamint korábban az U21-es csapat vezéregyénisége volt.

## Pályafutása

### Korai évek
Sakho a fővárosban, Párizsban született az északi Goutte d'Or tartományában negyedik gyerekként a családban (összesen heten voltak testvérek).
A tartományt napjainkban is "Kis-Afrikának" nevezik.
Sakho labdarúgó karrierjét a legkisebb párizsi csapatban kezdte, akkor még csatár volt, azonban amikor a legnagyobb fővárosi klub ifiakadémiájába leigazolták őt, és a védőhiány miatt gyakran hátvédként játszatták, védő lett belőle.
Sakho az ifiakadémia székhelyén, a Camp des Logesben tartózkodott hosszú ideig, de leginkább ottléte onnan ismert, hogy majdnem mindennap késő estig randalírozott ott, ezért el is akarták utasítani a vezetők onnét.
Később Sakho többszöri figyelmeztetés után jó viselkedett, többször nem fordult vele ilyen elő, folytatta a labdarúgást. 14 évesen elvesztette édesapját, a fiatal tehetséget pedig ez az eset nagyon megviselte, és ott akarta hagyni a karrierjét. Később "haszontalannak" nevezte ezt az érzést és újra játszani akart.
Ezek után ő lett az ifiakadémia legjobban megfizetett játékosa, és bajnokságban elnyerte a legtehetségesebb fiatalnak járó díjat.
2005 áprilisában az Île-de-France nevezetű régió csapatával a 2005-06-os szezonban megnyerte a Coupe Nationale sorozatot. Ugyanebben az évben a 18 évesekkel megnyerte a Championnat National des 18 ans bajnoki címet, ő ekkor 15 éves volt.
Sakho csaknem 6 évet töltött a Camp des Logesben. Tizenhetedik születésnapján azonban az egykori labdarúgó, és a nagycsapat akkori trénere Paul Le Guen meghívta a nagyok közé, és az UEFA-kupában már lehetőséget is kapott az AÉK Athén ellen, csapata a legjobb 32-ben volt akkor. Már a 20. percben sárga lapot kapott, a 85. percben pedig lecserélte a tréner, a mérkőzést csapata pedig 2-0-ra nyerte meg.

### Paris Saint-Germain
2007. június 14-én írta alá első profi szerződését ahhoz a csapathoz, amely fiatal korában 5 évig foglalkoztatta őt. Annak ellenére, hogy még csak 17 éves volt, a 3-as számú mezt már megkapta.
A Lorient csapata ellen mutatkozott be a Coupe de la Ligue sorozatban, középhátvédként szerepelt a rutinos Mario Yepes mellett.
A bajnokságban a Valenciennes ellen debütált, ahol a csapatkapitányi karszalagot is megkapta, pedig a csapatban olyan nagy egyéniségek voltak mint Pauleta vagy éppen Sylvain Armand. Ezzel Sakho 17 évesen és 8 hónaposan minden idők legfiatalabb csapatkapitánya lett a Ligue 1-ben.
A Lyon ellen szintén ő volt a csapatkapitány, azonban a fiatal tehetség, Hatem Ben Arfa az utolsó 3 percben 3 gólt rúgott a PSG-nek, beállítva ezzel a végeredményt: 3-2.
A Nancy ellen Sakho sérülést szenvedett, 2 hónapra kidőlt a csapatból. Február 23-án tért vissza a Monaco csapata ellen, a mérkőzés 1-1-es döntetlennel végződött.
Március 29-én csapata bejutott a Coupe de la Ligue döntőjébe, és a Lens ellen meg is nyerte azt 2-1-re. Sakho ezzel az első trófeáját gyűjtötte be pályafutása során.

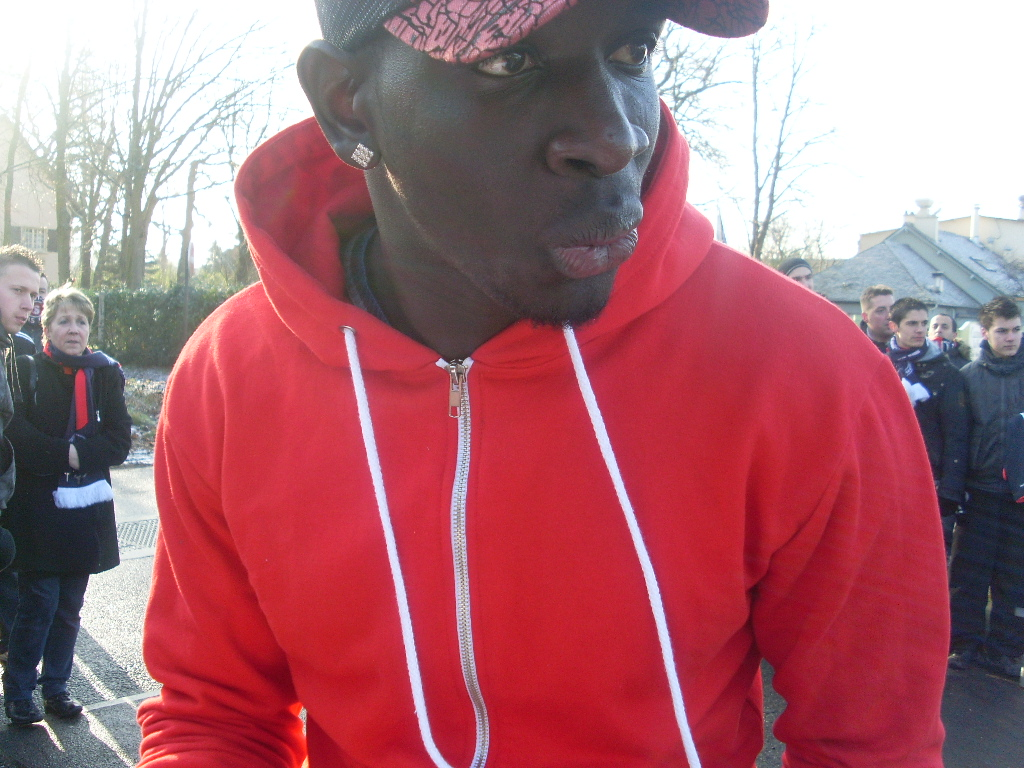
Sakho 2009-ben

A következő szezonban 34 mérkőzésen lépett pályára, csapata a bajnokság ezüstérmese lett, a Coupe de France sorozat elődöntőse, valamint az UEFA-kupa negyeddöntőse is. A téli átigazolási szezonban Sakhot sok csapat látta volna a soraiban, azonban a PSG szerződését 2012-ig meghosszabbította.
A Saint-Étienne elleni bajnokin a 19. születésnapját töltötte be, a csapat hozta a formáját, 2-1-re megnyerte a mérkőzést.
A 2009-10-es szezonban új védőket szerződtetett a klub Sammy Traoré és Zoumana Camara személyében. Sakho ennek ellenére nem szorult ki a kezdőcsapatból, teljesen biztos tagjává vált a keretnek.
Ebben a szezonban Sakhonak volt egy óriási botránya. A Le Parisien egyik újságírójával nagy vitába keveredett a Camp des Loges ifiakadémia előtt, azért mert az újság azt írta róla, hogy a Lorient elleni mérkőzés után egy éjszakai klubban mulatozott. Az újságíró ezzel kapcsolatban kérdezte a fiatal labdarúgót, aki feldühödött, és az újságíró elmondása szerint lökdöste is őt. Sakho szerint az újságíró amatőrnek nevezte őt. A csapata elnöke Robin Leproux és menedzsere, Antoine Kombouaré a klub nevében bocsánatot kért, majd később maga Sakho is, aki telefonon hívta fel az újságírót.
A 2010-11-es szezonban ő szerezte a döntő gólt az Európa-ligában az Arles-Avignon csapata ellen.
A PSG 5-4-es összesítésben továbbjutott még az izraeli Maccabi Tel Aviv csapata ellen is.
A csoportkörben az ukrán Karpaty Lviv csapatát verték meg 2-0-ra,
A Toulouse ellen Sakho szerezte az első gólt, a mérkőzés végeredménye 2-0 lett.
A téli szünet után a Sochaux csapatát győzték le, majd hosszabb tárgyalások után Sakho még két évig meghosszabbította a szerződését egészen 2014-ig.
A Coupe de France elődöntőjében az Angers csapatát verték meg 3-1-re, ezzel a PSG zsinórban kétszer jutott be a sorozat döntőjébe, azonban a Lille klubja 1-0-ra diadalmaskodott felettük.
Május 10-én Sakho megkapta az év legjobb fiatal labdarúgója díjat (UNFP), mögötte csapattársa Nené végzett..

### Liverpool FC
2013. szeptember 2-án, az átigazolási időszak utolsó napján jelentették be hivatalosan, hogy az angol első osztályú Liverpool FC-vel kötött szerződést a francia középhátvéd 17 millió Euró ellenében.

### Crystal Palace
2017. január 31-én a szezon végéig kölcsönbe került a Crystal Palace csapatához, majd február 25-én mutatkozott be a bajnokságban a Middlesbrough csapata ellen. Augusztus 31-én négyéves szerződést írt alá, 24 millió fontos átigazolási díjért, valamint 2 millió font egyéb juttatások.

### Montpellier
2021 júliusában ingyen szerződtette a Montpellier csapata. 2023. október 24-én összetűzésbe került a klub menedzserével Michel Der Zakariannal. November 2-án távozott a klubtól.

### Válogatott
Sakho már fiatalkora óta aktív ifjúsági szinten a válogatottban.
Már 13 éves korában az Île-de-France régió válogatottjában szerepelt Yacine Brahimi, Tripy Makonda, Maxime Partouche és Sébastien Corchia mellett.
2006-ban már az U16-osok között játszott, Németország ellen lépett pályára, a franciák 3-1-re győztek.
A Montaigu Tornán ő szerezte a döntő gólt az angolok ellen. Franciaország később megnyerte a versenyt, a döntőben az olasz válogatottat győzte le 2-1-re.
Az U17-es csapatban a Nemzetközi Ifjúsági Bajnokságban debütált Ciprus ellen. Jó teljesítménye láttán az akkori edző, François Blaquart meghívta őt a 2007-es U17-es Európa-bajnokság keretébe, majd később a világbajnokságra készülődőre is. A világbajnokság Dél-Koreában volt, ahol Sakho válogatottja a spanyolok ellen kapott ki büntetőkkel a negyeddöntőben.
4 mérkőzésen vett részt az U18-as válogatottban. 2007. december 18-án debütált Portugália ellen, majd meghatározó tagja volt a csapatnak a németek elleni két mérkőzésen, az egyik meccset az új Gazi- Stadion auf der Waldauban játszotta a német válogatott.
A 19 évesek között Sakho már csak elvétve kapott játéklehetőséget, mégpedig azért, mert kulcsfigurája lett a PSG klubjának. Az U19-es válogatottal pedig részt vehetett volna az európai bajnokságon, de ő elutasította az ajánlatot, az U21-es válogatottban próbált szerencsét és már 2009-ben a Touloni Tornán szerepelt.
Sakho az U21-es válogatottban Szlovákia ellen debütált 2008. augusztus 19-én.
Kétszer szerepelt a Touloni Tornán, mindkétszer a csapatkapitányt, Étienne Capouét helyettesítette. Első gólját az ukránok ellen szerezte egy európai bajnoki selejtezőn szeptember 8-án. A mérkőzés 2-2-es döntetlennel ért véget.
Egy hónappal később őt választották csapatkapitánynak a csapatban Moussa Sissoko helyett. Ő lesz az Európai Bajnokságon szereplő csapat vezéregyénisége is.
2010. augusztus 5-én a nagycsapat menedzsere, Laurent Blanc meghívta a norvégok elleni barátságos mérkőzésre készülő keretbe.1 A meccsen nem kapott lehetőséget, de az edző kijelentette, hogy szeptemberi és októberi hónapban is számít majd rá. November 17-én megkapta az első lehetőségét, Anglia ellen lépett pályára,2 Philippe Mexèst helyettesítette. Részt vett a 2014-es labdarúgó-világbajnokságon, ahol a franciák egészen a negyeddöntőig jutottak, ott a későbbi győztes németektől kaptak ki 1-0-ra.

## Pályafutása statisztikái

### Klub
(2011. május 1-je szerint)
| Klub              | Szezon            | Liga  | Liga  | Liga       | Kupa  | Kupa  | Kupa       | UEFA  | UEFA  | UEFA       | Összesen | Összesen | Összesen   |
| Klub              | Szezon            | Mérk. | Gólok | Gólpasszok | Mérk. | Gólok | Gólpasszok | Mérk. | Gólok | Gólpasszok | Mérk.    | Gólok    | Gólpasszok |
| ----------------- | ----------------- | ----- | ----- | ---------- | ----- | ----- | ---------- | ----- | ----- | ---------- | -------- | -------- | ---------- |
| PSG               | 2006-07           | 0     | 0     | 0          | 0     | 0     | 0          | 1     | 0     | 0          | 1        | 0        | 0          |
| PSG               | 2007-08           | 12    | 0     | 0          | 4     | 0     | 0          | 0     | 0     | 0          | 16       | 0        | 0          |
| PSG               | 2008-09           | 23    | 1     | 0          | 4     | 0     | 0          | 7     | 0     | 0          | 34       | 1        | 0          |
| PSG               | 2009-10           | 32    | 0     | 1          | 7     | 0     | 0          | 0     | 0     | 0          | 39       | 0        | 1          |
| PSG               | 2010-11           | 31    | 4     | 0          | 3     | 0     | 0          | 7     | 0     | 0          | 41       | 4        | 0          |
| Összesen          | Összesen          | 98    | 5     | 1          | 18    | 0     | 0          | 15    | 0     | 0          | 131      | 5        | 1          |
| Karrier összegzés | Karrier összegzés | 96    | 4     | 1          | 18    | 0     | 0          | 15    | 0     | 0          | 131      | 5        | 1          |

### Válogatott
(2011. június 6 szerint)
| Válogatott csapat | Szezon   | Mérk | Gólok | Gólpasszok |
| ----------------- | -------- | ---- | ----- | ---------- |
| Franciaország     | 2010–11  | 4    | 0     | 0          |
| Összesen          | Összesen | 4    | 0     | 0          |

## Sikerei, díjai

### Klub
- Paris Saint-Germain
  - Coupe de la Ligue: 2008
  - Coupe de France: 2010
  - Trophé de Champions: 2013
  - Ligue 1: 2012-13

### Egyéni
- A Ligue 1 legjobb fiatal játékosa a 2010-11-es szezonban
- Ligue 1 All-Star csapat tag a 2010-11-es szezonban

## Fordítás
- Ez a szócikk részben vagy egészben  a   Mamadou Sakho című angol Wikipédia-szócikk fordításán alapul.  Az eredeti cikk szerkesztőit annak laptörténete sorolja fel. Ez a jelzés csupán a megfogalmazás eredetét és a szerzői jogokat jelzi, nem szolgál a cikkben szereplő információk forrásmegjelöléseként.